# Ágnes Csomor
Ágnes Csomor [anhörenⓘ ˈa:gnɛʃ ˈt͡ʃomor] oder Ági Csomor [ˈa:gi ˈt͡ʃomor] (* 13. Juni 1979 in Budapest) ist eine ungarische Schauspielerin.

## Leben
Ágnes Csomor wurde in Budapest geboren, aber sie wuchs in Bicske auf. Nach dem Abschluss ihrer Ausbildung in 2001 an der Gór-Nagy-Mária-Schauspielschule war Ágnes Csomor festes Ensemblemitglied im Nationaltheater Szeged bis 2006. Sie arbeitete mit großen Regisseuren, wie der Schauspieler István Bujtor. In der ungarischen Seifenoper Barátok közt (Unter Freunden) des Privatsenders RTL Klub spielt sie seit 2014 die Rolle der Gegenspielerin Nikol Oravecz.

## Filmografie (Auswahl)
- 2001: Zsaruvér és Csigavér I.: A királyné nyakéke
- 2014: Barátok közt (unter Freunden)